# Cielo
Cielo, anteriormente Visanet Brasil, é uma empresa brasileira de serviços financeiros. Atua como adquirente multi-bandeira, sendo uma das responsáveis pela captura, transmissão e liquidação financeira de transações com cartões de crédito e débito. É a empresa líder do setor em toda a América Latina, em termos de volume financeiro de transações e é uma das responsáveis pelo credenciamento do comércio brasileiro a sua rede de pagamentos, bem como pela captura, transmissão, processamento e liquidação financeira das transações realizadas com cartões de plástico.
Em 2022, contava com mais de 1 milhão de clientes espalhados por todas as regiões do país, cobrindo quase 100% do território nacional.

## História
Criada em 29 de novembro de 1995 pelo Bradesco, Banco do Brasil, Banco Real (atual Banco Santander) e o extinto Banco Nacional, juntamente com a Visa, a Visanet tinha com o objetivo inicial de unificar as relações com todos os estabelecimentos afiliados à bandeira Visa no Brasil, desenvolver soluções tecnológicas de captura e processamento de transações e realizar a liquidação financeira, deixando os bancos livres para se concentrarem na emissão de cartões e na concessão de crédito aos portadores.
Nessa época, a Visanet contava com 100 mil estabelecimentos afiliados. No decorrer do tempo, a empresa lançou novos produtos, como o Visa Electron e Visa Vale. Apoiada na forte expansão do mercado consumidor brasileiro, a empresa conseguiu rápido crescimento, tornando-se a líder do setor, com uma base de 1.3 milhão de estabelecimentos ativos em 2012 e com presença em 5.511 municípios brasileiros e cobrindo 99% do território nacional.
Em 2009, a Comissão de Constituição e Justiça (CCJ) do Senado, juntamente com o CADE, aprovou um projeto que colocou fim na exclusividade que Visanet e Redecard detinham com as bandeiras internacionais Visa e Mastercard, como forma de estimular o aumento da concorrência no setor. Inicialmente, essa medida acirrou a disputa entre as duas empresas, já que uma companhia pode processar vendas com bandeiras que até então eram exclusivas da outra. Além disso, novos credenciadores poderiam investir nesse mercado em franco crescimento. Os lojistas poderiam a partir de então escolher qual empresa processará suas transações, utilizando apenas um terminal eletrônico e dando preferência à empresa que oferecer as menores taxas administrativas sobre as vendas. Porém, analistas estimam que em um futuro muito próximo, haverá nada menos que 20 novos players no mercado de processamento de transações com plásticos. O mais novo deles é o Santander, banco espanhol que detinha ações da própria Cielo, mas que em 2009 vendeu sua participação na empresa e comprou a GetNet.
Em julho de 2009, a empresa lançou ações na bolsa de valores, realizando uma das maiores ofertas públicas de ações do país. Em dezembro de 2009, devido ao fim da exclusividade com a bandeira Visa e com o objetivo de iniciar o processamento de transações de outras bandeiras, a empresa mudou de nome e passou a se chamar Cielo.
A partir daí, o Santander saiu da composição acionária e a empresa passou a ser controlada pelo Bradesco (Columbus Holdings S.A.) e pelo Banco do Brasil (BB Banco de Investimentos S.A.), cada qual com 28,65% do capital social, que até mantêm um acordo de acionistas atualizado em 2014 e vigente por prazo indeterminado.
Ao longo de 2010, a companhia fechou parceria com as bandeiras regionais Aura, Sorocred, Policard e Good Card, além de uma aliança com a Dotz, uma das principais empresas de programas de fidelização no modelo de coalizão da América Latina. Em 2011, a Cielo anunciou parceria com a Cred-System, emissora de cartões de crédito da bandeira Mais!, e com o Banestes, Banco do Espírito Santo, emissor do Banescard, mas somente no final de 2013 o cartão do banco começou a ser aceito. No segmento de cartões de benefícios, além de Visa Vale e Sodexo, a Cielo firmou parcerias com Bônus CBA, Cabal Vale, Verocheque e Sapore Benefícios, além da bandeira Elo, 100% brasileira, resultado da parceria de três dos maiores bancos do país: Bradesco, Banco do Brasil e Caixa Econômica Federal.
Em 2011, a Cielo capturou R$ 320,4 bilhões o equivalente a 7,6% do PIB brasileiro na época.
Em 2012, a Cielo lançou a opção Crediário na sua máquina e anunciou parceria com a CyberSource, fornecedora de soluções de gestão de pagamentos, e lançou uma plataforma de prevenção à fraude em comércio eletrônico. O objetivo da aliança é preservar o bom comprador e identificar transações fraudulentas, o que garantirá maior conversão de vendas com menor custo operacional.
Em junho de 2012 a Cielo adquiriu a empresa americana de tecnológica para serviços meios de pagamento Merchant e-Solutions (MeS) por 670 milhões de dólares.
Ainda em 2012, lançou o Cielo Linkci, solução que permite ao lojista oferecer a opção dos seus clientes fazer, se quiserem, check-in ou recomendar o estabelecimento para os amigos do Facebook utilizando qualquer cartão na máquina da Cielo – no mesmo ano a companhia foi responsável pela captura, processamento e liquidação de aproximadamente 5 bilhões de transações financeiras no Brasil, valor equivalente a 8,4% do PIB brasileiro na época.
Em 2013, foi editada a Lei 12.865 que buscava fomentar a concorrência no ramo dos meios de pagamento.
Diante da grande concentração do segmento de cartão de crédito, o CADE iniciou uma série de procedimentos, merecendo menção a Nota Técnica 10/2016 que sugeriu a abertura de três inquéritos administrativos em face da Cielo e algumas outras empresas do ramo, ao argumento de que haveria conduta anticompetitivas que barravam a entrada de novos concorrentes.
Com a entrada de novos concorrentes no mercado, notadamente o PagSeguro e a Stone, houve um aumento significativo da concorrência, muitas vezes noticiada como "A Guerra das Maquininhas", e o valor de mercado da companhia diminuiu de aproximadamente 72 bilhões de reais em janeiro de 2018 para aproximadamente 18 bilhões em junho de 2019 - uma espetacular queda de 75%.
Para os acionistas e para seus controladores, a empresa tem que se reinventar. Na apresentação de resultados do segundo trimestre de 2019, a empresa mostrou uma retomada do volume de operações e do número total de clientes.
Em agosto de 2019, a Cielo divulgou o lançamento de sua nova plataforma - o Cielo Pay. O aplicativo que reúne diversas funcionalidades no setor de pagamentos dispensará o uso de maquininhas de cartão e passará, a partir de 14 de outubro de 2019, que lojistas vendam seus produtos por meio de QR Code no celular, envio de links de pagamentos por WhatsApp ou ainda pela emissão de boletos.

## Prêmios
| Ano  | Organização  | Recipiente(s) | Categoria            | Resultado |
| ---- | ------------ | ------------- | -------------------- | --------- |
| 2020 | Prêmio iBest | Cielo         | Adquirência          | TOP3      |
| 2022 | Prêmio iBest | Cielo         | Maquininha de Cartão | TOP3      |